# برکاو
برکاو (به آلمانی: Berkau) یک منطقهٔ مسکونی در آلمان است که در بیسمارک (آلتمارک) واقع شده‌است. برکاو ۴۸۵ نفر جمعیت دارد.